# Irina Krioukova
Pour les articles homonymes, voir Krioukov.
Irina Krioukova (en russe : Ирина Викторовна Крюкова, transcription en anglais : Irina Kryukova; née Koulich le 18 mai 1968), est un grand maître international féminin russe

## Biographie
Au début et au milieu des années 1990, Irina Krioukova figure parmi les principales joueuses d'échecs en Russie. En 1994, elle remporte la médaille d'argent au championnat de Russie d'échecs féminin derrière Ekaterina Kovalevskaïa.
Irina Kryukova participe à deux reprises aux tournois interzonaux du Championnat du monde d'échecs féminin:
- En 1993, au Tournoi Interzonal de Jakarta, en Indonésie, où elle se classe 19e[2] ;
- En 1995, au Tournoi Interzonal de Chișinău, en Moldavie, il se classe 38e[3].

Irina Krioukova joue aussi pour l'équipe de Russie-2 à une Olympiade féminine d'échecs :
- En 1994, au premier échiquier lors de la 31e olympiade d'échecs qui s'est déroulée à Moscou (5 victoires, 5 nulles, 2 défaites).

## Titres FIDE internationaux
En 1993, elle reçoit le titre de maître international féminin (MIF). Elle devient grand maître international féminin huit ans plus tard, en 2001. 
Irina Krioukova est également arbitre international FIDE depuis 2011 et organisateur international depuis 2012.

## Entraineur d'échecs
Irina Krioukova est entraineur d'échecs auprès de diverses écoles d'échecs de Moscou et de l'oblast de Moscou, où elle travaille depuis plus de 20 ans,.